# 西山庙桥
西山庙桥是江苏苏州山塘河上的一座古桥，为横跨该河七座古桥中位置最靠西面的一座，位于虎丘山下，其东侧为望山桥。该桥为单孔拱形石桥。西山庙桥的南北两堍分别是花神庙和西山庙。。西山庙桥旁安置有“分水狸”，是山塘七狸之一。